# X viaggio apostolico di Benedetto XVI
Nel suo X viaggio apostolico Benedetto XVI ha visitato la Francia in occasione del 150º anniversario della apparizioni di Lourdes. Nel corso del viaggio, oltre a visitare la cittadina delle apparizioni, ha anche visitato la capitale Parigi.
Il viaggio si è tenuto dal 12 al 15 settembre 2008 e il papa ha celebrato 3 messe e partecipato a 7 altre celebrazioni.

## Svolgimento

### 12 settembre
In mattinata il Papa è partito in aereo per la Francia e nel corso del volo papale ha incontrato i giornalisti. Alle 11:00 è arrivato all'aeroporto di Orly di Parigi, dove è avvenuta l'accoglienza ufficiale. In seguito si è tenuta la cerimonia di benvenuto al Palazzo dell'Eliseo. Dopo la cerimonia il Papa ha incontrato il presidente della Repubblica francese e le altre autorità dello stato.
Nel pomeriggio il Papa ha avuto un breve incontro con i rappresentanti della Comunità Ebraica alla Nunziatura Apostolica di Parigi e mezz'ora più tardi ha incontrato il mondo della cultura al Collège des Bernardins di Parigi. In serata il Papa ha celebrato i Vespri con i sacerdoti, i religiosi, le religiose, i seminaristi e i diaconi alla Cattedrale di Notre-Dame di Parigi e sul sagrato della stessa ha salutato i giovani. Successivamente ha salutato i fedeli dalla finestra della Nunziatura Apostolica.

### 13 settembre
In mattinata Benedetto XVI ha tenuto una visita all'Institut de France di Parigi e ha fatto una dedica sul libro d'oro. Successivamente ha celebrato la Santa Messa nell'Esplanade des Invalides. In seguito ha pranzato con i Vescovi dell'Île de France e con il Seguito Papale alla Nunziatura Apostolica di Parigi, da dove nel primo pomeriggio si è congedato. Nel pomeriggio è arrivato all'aeroporto di Tarbes-Lourdes-Pirenei. Nel tardo pomeriggio il Papa ha eseguito il cammino del Giubilo, cioè ha visitato la chiesa del Sacro Cuore e la Cachot di Lourdes; in seguito il Santo Padre si è recato alla Grotta delle apparizioni. In serata il Papa ha presenziato alla conclusione della processione mariana aux flambeaux nel piazzale del Rosario del Complesso dei Santuari di Lourdes.

### 14 settembre
Domenica mattina il Papa ha celebrato la Santa Messa per il 150º anniversario delle apparizioni nella Prairie di Lourdes e ha recitato l'Angelus.
Nel pomeriggio ha incontrato i Vescovi francesi all'Hemicycle della chiesa di Santa Bernadette di Lourdes e ha assistito alla conclusione della processione Eucaristica alla Prairie di Lourdes.

### 15 settembre
Nell'ultimo giorno il viaggio, in mattinata il Papa ha visitato l'Oratorie de l'hôpital di Lourdes ed ha celebrato la Santa Messa con i malati nella Basilica Notre-Dame du Rosaire di Lourdes. In seguito è avvenuta la cerimonia di congedo e la partenza in aereo verso Roma. Il Santo Padre è rientrato in Vaticano nel primo pomeriggio.